# Jane Bell
Florence Isabel »Jane« Bell, kanadska atletinja, * 2. junij 1910, Toronto, Kanada, † 1. julij 1988, Fort Myers, Florida, ZDA.
Nastopila je na Poletnih olimpijskih igrah 1928 v Amsterdamu, kjer je osvojila naslov olimpijske prvakinje v štafeti 4x100 m, nastopila je tudi v teku na 100 m, kjer se je uvrstila v polfinale.